# Верхнє Якутіно
Верхнє Я́кутіно (рос. Верхнее Якутино) — присілок у складі Великоустюзького району Вологодської області, Росія. Входить до складу Трегубовського сільського поселення.

## Населення
Населення — 49 осіб (2010; 112 у 2002).
Національний склад (станом на 2002 рік):
- росіяни — 100 %